# Mistrzostwa Francji w Lekkoatletyce 2009
Mistrzostwa Francji w Lekkoatletyce 2009 – zawody lekkoatletyczne rozegrane w Angers na zachodzie Francji między 23 i 25 lipca 2009 roku.

## Złoci medaliści
| Konkurencja           | Mężczyźni                 | Mężczyźni | Kobiety                | Kobiety  |
| --------------------- | ------------------------- | --------- | ---------------------- | -------- |
| 100 m                 | Ronald Pognon             | 10,39     | Myriam Soumaré         | 11,56    |
| 200 m                 | Martial Mbandjock         | 20,58     | Johanna Danois         | 23,07    |
| 400 m                 | Leslie Djhone             | 45,61     | Solen Désert           | 52,31    |
| 800 m                 | Jeff Lastennet            | 1,47:01   | Hind Dehiba            | 2,06:24  |
| 1500 m                | Mehdi Baala               | 3,45:92   | Hind Dehiba            | 4,11:87  |
| 5000 m                | Nouredine Smaïl           | 13,55:81  | Christine Bardelle     | 16,35:24 |
| Chód na 20 km         | Yohann Diniz              | 1:22,50   | Christine Guinaudeau   | 1:39,59  |
| 100 m przez płotki    | -                         | -         | Sandra Gomis           | 13,15    |
| 110 m przez płotki    | Dimitri Bascou            | 13,41     | -                      | -        |
| 400 m przez płotki    | Heni Kechi                | 49,93     | Aurore Kassambara      | 56,43    |
| 3000 m z przeszkodami | Vincent Zouaoui-Dandrieux | 8,33:80   | Élodie Olivares        | 9,39:39  |
| Skok w dal            | Salim Sdiri               | 8,11      | Vanessa Gladone        | 6,40     |
| Trójskok              | Teddy Tamgho              | 17,11     | Vanessa Gladone        | 14,13    |
| Skok wzwyż            | Mickaël Hanany            | 2,28      | Mélanie Skotnik        | 1,92     |
| Skok o tyczce         | Romain Mesnil             | 5,70      | Sandra Ribeiro-Tavares | 4,35     |
| Pchnięcie kulą        | Yves Niaré                | 19,39     | Jessica Cérival        | 17,55    |
| Rzut dyskiem          | Bertrand Vili             | 61,14     | Mélina Robert-Michon   | 59,30    |
| Rzut młotem           | Jérôme Bortoluzzi         | 71,80     | Stéphanie Falzon       | 70,56    |
| Rzut oszczepem        | Vitoli Tipotio            | 77,55     | Nadia Vigliano         | 55,52    |
| Dziesięciobój         | Nadir El Fassi            | 7733      | -                      | -        |
| Siedmiobój            | -                         | -         | Marisa De Aniceto      | 6080     |